# Pan Vok odchází
Film Pan Vok odchází natočil v roce 1979 režisér Karel Steklý po filmu Svatby pana Voka. Ve filmu pan Vok odchází ztvárnil hlavní roli Martin Růžek. Oba filmy se natáčely na zámku Červená Lhota. Odehrávají se za doby císaře Rudolfa II.

## Děj filmu
Děj navazuje na původní film Svatby pana Voka. Vokovi je již 63 let, jeho žena umírá. Vok je smutný, že nemá oficiálního potomka a je tak pravděpodobně posledním členem svého slavného rodu. Nezajímají ho už ani ženy, kterých za život vystřídal stovky. Jiskru naděje na zlepšení jeho nálady zažehne nečekané setkání s jedním jeho nemanželským synem, který, stejně jako Vok, touží umět létat. Za tímto účelem si staví jakousi středověkou obdobu rogala na kterém se opravdu vznese, ale pak se zřítí a zabije se. Vok nachází už jen jeho bezvládné tělo, ale i přes synovu tragickou smrt je hrdý, že to "Žabka" dokázal a splnil si sen. Vok nakonec končí jako žebrák. Jediný, kdo se od něj neodvrátí, je jeho věrný sluha Cyril. Na konci filmu se pan Petr Vok z Rožmberka sejde se svým sluhou Cyrilem v hospodě a připijí si spolu na zdraví císaře Matyáše.
Na rozdíl od prvního dílu není druhý díl moc veselý. Nese se spíše ve smutném duchu a ukazuje ponuré nálady stárnoucího šlechtice. Petr Vok postupně ztrácí nejen síly, ale i moc a slávu, majetek i poslušnost svých poddaných.

## Postavy
- Petr Vok z Rožmerka – Martin Růžek – hlavní postava
- Kateřina z Ludanic – Marie Drahokoupilová – Vokova manželka
- císař Rudolf II. – Zdeněk Řehoř
- Sluha Cyril – Václav Sloup
- dále hrají: Iva Janžurová, Josef Vinklář, František Hanus, Petr Nárožný, Raoul Schránil, Václav Neckář, Václav Štekl.